# Ukraińskie Towarzystwo Wojskowo-Historyczne
Ukraińskie Towarzystwo Wojskowo-Historyczne – ukraińskie stowarzyszenie, powołane na emigracji w Polsce w 1925, działające przy Stanicy Ukraińskiej.
Stowarzyszenie zajmowało się gromadzeniem i publikowaniem materiałów historycznych związanych walką o niepodległość Ukrainy w latach 1917–1921. Inicjatorami utworzenia Towarzystwa byli: generał Andrij Wowk (przewodniczący komitetu organizacyjnego), oraz późniejsi generałowie Wsewołod Zmijenko, Warfołomij Jewtymowycz i Mykoła Steczyszyn.
W skład zarządu Towarzystwa wchodzili: gen. płk Mykoła Junakiw, Wsewołod Zmijenko, Ołeksander Zahrodski, Warfłomij Jewtymowycz i Mychajło Sadowski.
Do 1939 Towarzystwo wydało 9 roczników materiałów do historii wojska ukraińskiego "Za derżawnist"